# Kosovo Superliga 2024/25
Die Kosovo Superliga 2024/25 (albanisch ALBI MALL Superliga e Kosovës 2024/25) war die 79. Saison der höchsten kosovarischen Spielklasse im Männerfußball. Seit 2022 trägt sie den neuen Namen von dem neuen Sponsor Albi Mall. Sie begann am 10. August 2024 und endete am 25. Mai 2025. Titelverteidiger war der KF Ballkani.

## Stadien
|     | Verein           | Stadt     | Stadion                | Kapazität | UEFA-Lizenz |
| --- | ---------------- | --------- | ---------------------- | --------- | ----------- |
| 01. | KF Ballkani      | Suhareka  | Suhareka-Stadion       | 01.500    | Ja          |
| 02. | KF Llapi         | Podujeva  | Zahir-Pajaziti-Stadion | 05.000    | Ja          |
| 03. | KF Drita         | Gjilan    | Stadion Gjilan         | 05.000    | Ja          |
| 04. | KF Malisheva     | Malisheva | Liman-Gegaj-Stadion    | 01.800    | Ja          |
| 05. | FC Prishtina     | Pristina  | Fadil-Vokrri-Stadion   | 13.429    | Ja          |
| 06. | KF Gjilani       | Gjilan    | Gjilan-Stadion         | 05.000    | Ja          |
| 07. | KF Dukagjini     | Klina     | 18.-Juni-Stadion       | 01.800    | Nein        |
| 08. | KF Feronikeli 74 | Drenas    | Rexhep-Rexhepi-Stadion | 07.000    | Nein        |
| 09. | FC Suhareka      | Suhareka  | Stadium i Suhareka     | 03.000    | Nein        |
| 10. | KF Ferizaj       | Ferizaj   | Stadium i FK Ferizaj   | 01.500    | Nein        |

## Statistiken
Die 10 Mannschaften spielten jeweils viermal gegeneinander, so dass am Ende der Saison jedes Team 36 Spiele absolvierte.

### Abschlusstabelle
| Pl. | Verein             | Sp. | S  | U  | N  | Tore    | Diff. | Punkte |
| --- | ------------------ | --- | -- | -- | -- | ------- | ----- | ------ |
| 1.  | KF Drita           | 36  | 22 | 8  | 6  | 057:240 | +33   | 74     |
| 2.  | KF Ballkani (M, P) | 35  | 17 | 11 | 7  | 061:390 | +22   | 62     |
| 3.  | KF Malisheva       | 36  | 14 | 11 | 11 | 043:390 | +4    | 53     |
| 4.  | KF Gjilani         | 36  | 13 | 12 | 11 | 048:470 | +1    | 51     |
| 5.  | KF Ferizaj (N)     | 36  | 14 | 8  | 14 | 042:470 | −5    | 50     |
| 6.  | FC Prishtina       | 36  | 11 | 15 | 10 | 042:360 | +6    | 48     |
| 7.  | KF Dukagjini       | 36  | 13 | 9  | 14 | 035:450 | −10   | 48     |
| 8.  | KF Llapi           | 36  | 12 | 11 | 13 | 042:410 | +1    | 47     |
| 9.  | FC Suhareka (N)    | 36  | 12 | 7  | 17 | 047:590 | −12   | 43     |
| 10. | KF Feronikeli 74   | 36  | 3  | 6  | 27 | 024:640 | −40   | 15     |

Platzierungskriterien: 1. Punkte – 2. Direkter Vergleich (Punkte, Tordifferenz, geschossene Tore) – 3. Tordifferenz – 4. geschossene Tore

| Zum Saisonende 2024/25: |                                |
| Teilnahme an der 1. Qualifikationsrunde zur UEFA Champions League 2025/26 Teilnahme an der 2. Qualifikationsrunde zur UEFA Conference League 2025/26 Teilnahme an der 1. Qualifikationsrunde zur UEFA Conference League 2025/26 Teilnahme an der 1. Qualifikationsrunde zur UEFA Europa League 2025/26 Relegationsspiel gegen Vizemeister der Liga e Parë Abstieg in der Liga e Parë |                                |
| |                                |
| Zum Saisonende 2023/24: \| (M) \| Kosovarischer Meister \| \| (P) \| Kosovarischer Pokalsieger 2024 \| \| (N) \| Aufsteiger aus der Liga e Parë \| |                                |
| (M) | Kosovarischer Meister          |
| (P) | Kosovarischer Pokalsieger 2024 |
| (N) | Aufsteiger aus der Liga e Parë |

### Kreuztabelle
Die Kreuztabelle stellt die Ergebnisse aller Spiele dieser Saison dar. Die Heimmannschaft ist in der linken Spalte, die Gastmannschaft in der oberen Zeile aufgelistet.
| Hinrunde (Runden 1–18) | Hinrunde (Runden 1–18) | Hinrunde (Runden 1–18) | Hinrunde (Runden 1–18) | Hinrunde (Runden 1–18) | Hinrunde (Runden 1–18) | Hinrunde (Runden 1–18) | Hinrunde (Runden 1–18) | Hinrunde (Runden 1–18) | Hinrunde (Runden 1–18) | 2024/25          | Rückrunde (Runden 19–36) | Rückrunde (Runden 19–36) | Rückrunde (Runden 19–36) | Rückrunde (Runden 19–36) | Rückrunde (Runden 19–36) | Rückrunde (Runden 19–36) | Rückrunde (Runden 19–36) | Rückrunde (Runden 19–36) | Rückrunde (Runden 19–36) | Rückrunde (Runden 19–36) |
| ---------------------- | ---------------------- | ---------------------- | ---------------------- | ---------------------- | ---------------------- | ---------------------- | ---------------------- | ---------------------- | ---------------------- | ---------------- | ------------------------ | ------------------------ | ------------------------ | ------------------------ | ------------------------ | ------------------------ | ------------------------ | ------------------------ | ------------------------ | ------------------------ |
| KF Ballkani            | KF Drita               | DUK                    | KF Ferizaj             | KF Feronikeli          | KF Gjilani             | LLA                    | MAL                    | FC Prishtina           | SUH                    | Verein           | KF Ballkani              | KF Drita                 | DUK                      | KF Ferizaj               | KF Feronikeli            | KF Gjilani               | LLA                      | MAL                      | FC Prishtina             | SUH                      |
|                        | 2:3                    | 2:0                    | 4:0                    | 3:1                    | 3:3                    | 2:1                    | 1:0                    | 1:0                    | 1:0                    | KF Ballkani      |                          | 1:1                      | 1:0                      | 2:1                      | 3:0                      | 1:0                      | 0:1                      | 3:2                      | 1:1                      | 3:1                      |
| 1:0                    |                        | 2:0                    | 3:1                    | 2:1                    | 1:1                    | 3:1                    | 2:1                    | 3:0                    | 4:2                    | KF Drita         | 2:0                      |                          | 0:1                      | 2:0                      | 4:1                      | 4:0                      | 1:0                      | 2:0                      | 2:0                      | 2:0                      |
| 0:0                    | 0:2                    |                        | 1:0                    | 2:1                    | 2:1                    | 1:0                    | 1:3                    | 0:1                    | 2:2                    | KF Dukagjini     | 0:5                      | 1:1                      |                          | 3:1                      | 2:1                      | 0:0                      | 3:1                      | 1:0                      | 0:0                      | 1:1                      |
| 1:1                    | 1:2                    | 2:1                    |                        | 2:1                    | 3:1                    | 0:1                    | 1:1                    | 1:3                    | 0:1                    | KF Ferizaj       | 2:3                      | 2:1                      | 2:1                      |                          | 2:1                      | 2:2                      | 2:1                      | 1:0                      | 1:0                      | 3:1                      |
| 1:4                    | 0:0                    | 0:2                    | 0:1                    |                        | 0:3                    | 0:2                    | 1:1                    | 1:0                    | 3:1                    | KF Feronikeli 74 | 3:3                      | 0:1                      | 1:0                      | 0:1                      |                          | 2:3                      | 0:3                      | 0:0                      | 0:1                      | 1:3                      |
| 1:1                    | 1:0                    | 1:2                    | 1:2                    | 2:0                    |                        | 2:1                    | 0:1                    | 2:1                    | 1:1                    | KF Gjilani       | 2:1                      | 0:0                      | 1:1                      | 1:0                      | 1:0                      |                          | 2:3                      | 0:0                      | 1:1                      | 3:0                      |
| 0:0                    | 1:0                    | 0:0                    | 1:1                    | 2:2                    | 1:1                    |                        | 0:1                    | 1:1                    | 3:0                    | KF Llapi         | 1:1                      | 1:0                      | 3:1                      | 1:1                      | 1:0                      | 0:1                      |                          | 0:0                      | 1:1                      | 2:0                      |
| 3:2                    | 0:0                    | 2:1                    | 1:1                    | 0:0                    | 2:1                    | 2:1                    |                        | 1:3                    | 2:2                    | KF Malisheva     | 3:1                      | 1:0                      | 1:1                      | 3:2                      | 1:0                      | 4:1                      | 1:3                      |                          | 1:0                      | 1:2                      |
| 1:1                    | 1:1                    | 3:0                    | 1:0                    | 2:0                    | 2:2                    | 3:2                    | 0:0                    |                        | 0:0                    | FC Prishtina     | 1:0                      | 3:3                      | 0:1                      | 0:0                      | 2:1                      | 1:2                      | 0:0                      | 2:2                      |                          | 2:2                      |
| 0:2                    | 1:2                    | 3:1                    | 0:0                    | 2:0                    | 3:2                    | 4:0                    | 1:3                    | 2:1                    |                        | FC Suhareka      | 2:2                      | 1:2                      | 1:2                      | 1:2                      | 2:1                      | 1:2                      | 4:2                      | 2:1                      | 0:4                      |                          |

## Relegation
| Datum      |                    | Ergebnis              |          |
| ---------- | ------------------ | --------------------- | -------- |
| 31.05.2025 | KF Kosova Vushtrri | 0:0 n. V. (1:4 i. E.) | KF Llapi |

Alle Vereine blieben in ihren jeweiligen Ligen.

## Torschützenliste
| Pl. | Name             | Mannschaft   | Tore |
| --- | ---------------- | ------------ | ---- |
| 01. | Mevlan Zeka      | FC Suhareka  | 21   |
| 02. | Sunday Adetunji  | KF Ballkani  | 18   |
| 03. | Ardit Tahiri     | KF Llapi     | 16   |
| 04. | Senad Jarović    | KF Gjilani   | 13   |
| 05. | Drilon Hazrollaj | KF Malisheva | 12   |
| 06. | Hekuran Berisha  | KF Dukagjini | 11   |
| 07. | Albert Dabiqaj   | KF Drita     | 10   |
| 07. | Arb Manaj        | KF Drita     | 10   |
| 07. | Besnik Krasniqi  | KF Drita     | 10   |
| 07. | Leotrim Kreyeziu | FC Prishtina | 10   |